# 카레곰
카레곰은 대한민국의 만화가이다. 2010년 네이버 웹툰 쿠베라로 데뷔했다. 현재 쿠베라는 네이버 목요툰에 소속되어있다. 데뷔작인 쿠베라를 제외한 단편 '2012 지구가 멸망한다면', '2013 전설의 고향', '2014 네이버 웹툰, 왓 이프?'를 그렸다.2012 단편에서는 뮴뮴신이 등장한다
.

## 작품
- 쿠베라 (네이버 웹툰/2010년 2월 7일 ~)